# Semigaller

Baltic Tribes c 1200

Semigaller var en historisk baltisktalande stam bosatta i nuvarande sydvästra och centrala Lettland och norra Litauen. 
Semigallerna och vikingarna stred länge om kontrollen över Daugavafloden, som var en viktig del av Vägen från varjagerna till grekerna. Vikingarna under Starkad ska ha besegrat semgallerna. Ryssarna under fursten av Polotsk besegrades av semgallerna år 1106. 
Till skillnad från sina grannar lettgallerna var semigallerna övertygade hedningar och en av de starkaste och mest envisa motståndarna mot Livländska orden under det Livländska korståget (1219-1290), och slogs tillsammans med kurerna mot korsriddarna tills en stor del av dem emigrerade till det hedniska Litauen efter det slutliga nederlaget 1290. 